# Unto Wiitala
Temple de la renommée de l'IIHF : 2003
Temple de la renommée finlandais : 1985
Unto Wiitala, dit Unski Wiitala, (né le 5 juillet 1925 à Kuolemajärvi en Finlande, aujourd'hui en Russie, et mort le 16 janvier 2019) est un joueur finlandais de hockey sur glace qui évoluait en position de gardien de but. Nommé au début des années 1950 plusieurs fois meilleur joueur et meilleur portier de la SM-sarja, le championnat élite finlandais, il fait partie en 1985 de la première promotion du Temple de la renommée finlandais.
Arbitre durant les années 1960 et 1970, officiant aussi bien dans les patinoires finlandaises que sur celles de la scène internationale, il est honoré par la Fédération internationale de hockey sur glace (IIHF) qui l'intronise dans son propre temple en 2003 pour ses services rendus.

## Biographie
Unto Wiitala commence sa carrière en 1946 avec le Karhu-Kissat, un club basé à Helsinki. Trois ans plus tard, il est nommé meilleur joueur da la SM-sarja malgré la dernière place à laquelle finit son équipe. La saison suivante, Wiitala reçoit le trophée du meilleur gardien de la Lynces Academici. De retour dans l'élite en 1950, Wiitala et le K-Kissat terminent premiers de leur groupe lors de l'édition 1953-1954 mais sont battus en finale par le Tammerfors Bollklubb. Le portier remporte cependant le titre de meilleur joueur ainsi que celui du meilleur gardien. Après trois nouvelles saisons au K-Kissat, ponctuées de nouvelles récompenses, il joint le Hämeenlinnan Tarmo. Deux ans plus tard, il se retire.
Au cours de sa carrière, il a également porté le maillot de l'équipe de Finlande à 81 reprises. Il a participé aux championnats du monde 1949, 1951, 1954, 1955 et 1957 ainsi qu'aux Jeux olympiques de 1952.
Par la suite, il se reconvertit en arbitre. Durant les années 1960 et 1970, il officie en SM-sarja à 251 reprises, recevant plusieurs distinctions. Il arbitre aussi 72 parties internationales, notamment lors de trois mondiaux et deux olympiades. Il occupe ensuite diverses positions, tel qu'entraîneur d'arbitres de la SM-liiga ou membre du comité d'arbitrage de l'IIHF.
En 1985, il fait partie de la première promotion du Temple de la renommée finlandais, intronisé en tant que joueur avec le numéro 17,. La SM-liiga l'honore en 1995 en renommant son trophée du meilleur arbitre en son honneur,. En 2002, le ministère de l'Éducation finlandais lui remet la médaille des sports. L'année suivante, il est intronisé au Temple de la renommée de l'IIHF en tant qu'arbitre.

## Trophées et honneurs personnels

### Joueur
- Vice-champion de Finlande 1954 avec le Karhu-Kissat
- Meilleur joueur de la SM-sarja 1949, 1954 et 1956
- Récipiendaire du trophée Lynces Academici du meilleur gardien de but 1950, 1954 et 1955
- 81 sélections en équipe de Finlande
- Intronisé au Temple de la renommée finlandais en 1985
- Récipiendaire de la médaille des sports du ministère de l'Éducation finlandais en 2002

### Arbitre
- Récipiendaire du trophée du meilleur arbitre de la SM-sarja 1972, 1973, 1974 et 1975
- Récipiendaire du trophée Lynces Academici du meilleur arbitre 1962, 1972, 1974 et 1975
- 251 parties de la SM-sarja arbitrées
- 72 parties internationales arbitrées
- Intronisé au Temple de la renommée de l'IIHF en 2003

En 1995, le trophée du meilleur arbitre de la SM-liiga est renommé en son honneur.